# Kungariket Storbritanniens parlament
Storbritanniens parlament (officiellt: "Parliament of Great Britain") existerade mellan 1707 och 1800 och var Kungariket Storbritanniens parlament. Genom unionsakterna 1707 upplöste Englands och Skottlands parlament sig själva till förmån för att samlas i en ny parlamentsförsamling för det nybildade riket. I likhet med Englands bestod det nya parlamentet av tre komponenter: monarken, överhuset och underhuset.
Irlands och Storbritanniens parlament upplöste år 1800 sig själva i samband med de unionsakter som upprättade unionen mellan Storbritannien och Irland. Namnet på det nybildade parlament som ersatte de bägge föregångarna var "Parliament of the United Kingdom of Great Britain and Ireland" (svenska: Förenade konungariket Storbritannien och Irlands parlament). Även om ett namnbyte till "Parliament of the United Kingdom of Great Britain and Northern Ireland" (svenska: Förenade konungariket Storbritannien och Nordirlands parlament) genomfördes 1927 utgör det fortfarande "Parliament of the United Kingdom" (svenska: Förenade kungarikets parlament).
Storbritanniens parlament hade mandat att lagstifta för Storbritannien och upphörde år 1800 för att ersättas med Förenade kungarikets parlament som hade mandat att lagstifta för den nya statsbildningen, vilken omfattade både Storbritannien och Irland. På samma sätt hade Storbritanniens parlament 1707 ersatt det dåvarande Englands parlament i Westminsterpalatset.

## Överhuset
Samtliga engelska pärer (engelska: peers) behöll vid upprättandet av det nya parlamentet säte och stämma i överhuset (engelska: House of Lords). Enligt bestämmelserna skulle dock de 154 skotska pärerna inom sig för varje ny mandatperiod utse sexton stycken så kallade pärsrepresentanter (engelska: representative peers) att sitta i överhuset.
Även om både Skottland och England haft gemensam monark sedan 1603 rådde det fram till 1707 en uppdelning mellan Englands och Skottlands högadel, eftersom de var separata riken. Efter unionen förklarades samtliga engelska och skotska pärer tillhöra Storbritanniens pärskap (engelska: Peerage of Great Britain), med precedensordningen att de som upphöjts i engelsk pärsvärdighet räknades före samtliga skotska pärer, och skotska pärer räknades före de nya brittiska pärer som upphöjts efter 1707. Pärer inom Englands och Storbritanniens pärskap ägde samtliga rätt till säte och stämma i överhuset. Endast för de som erhållit eller ärvt pärsvärdighet inom Skottlands pärskap var representationen i överhuset begränsad till de sexton pärsrepresentanterna. Efter unionen 1801 uppgick Englands, Skottlands, Storbritanniens och Irlands pärskap i Förenade kungarikets pärskap, även om utnämningar av irländska pärer utan rätt till plats i överhuset fortsatte efter 1801.
| Precedens | Pärskap         | Representationsrätt      | Privilegier       | Utnämningar   |
| --------- | --------------- | ------------------------ | ----------------- | ------------- |
| 1         | Englands        | Full representationsrätt | Fulla privilegier | Upphörde 1707 |
| 2         | Skottlands      | 16 pärsrepresentanter    | Fulla privilegier | Upphörde 1707 |
| 3         | Storbritanniens | Full representationsrätt | Fulla privilegier | 1707-1800     |

När det gäller det andliga frälset (engelska: Lords Spiritual) var representationen oförändrad jämfört med det engelska överhuset. Det första ståndet i Skottlands parlament, då bestående av protestantiska biskopar, hade förlorat sin representationsrätt 1638 och någon återintroducering var inte aktuell.

## Underhuset

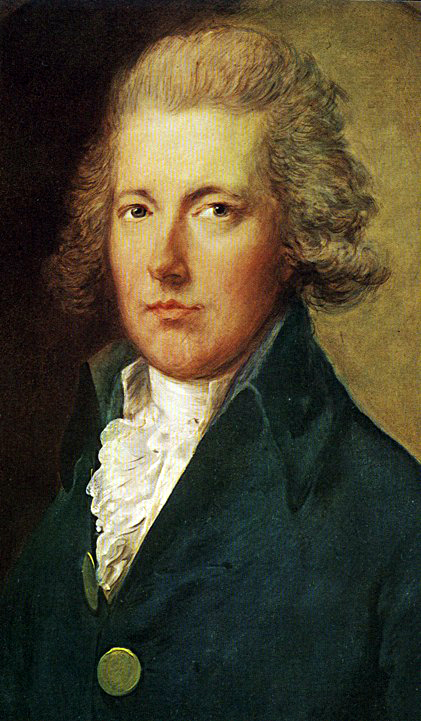
William Pitt den yngre var med titlarna First Lord of the Treasury,
Chancellor of the Exchequer och Leader of the House of Commons regeringschef mellan 1783 och 1801. Informellt hade titeln prime minister börjat användas.

Underhuset (engelska: House of Commons) möttes för första gången den 23 oktober 1707 och parlamentet upplöstes den 3 april 1708 för nyval, vilket blev de första valen till den nya församlingen. Före nyvalet bestod underhuset av samtliga ledamöter från det engelska underhuset, och 45 ledamöter valda inom det tredje ståndet i Skottlands parlament. Föregående val i England och Skottland hade hållits 1705 respektive 1702.
| Riksdel   | Städer | Grevskap | Universitet | Totalt | Valkretsar |
| --------- | ------ | -------- | ----------- | ------ | ---------- |
| England   | 405    | 80       | 4           | 489    | 245        |
| Wales     | 12     | 12       | 0           | 24     | 24         |
| Skottland | 15     | 30       | 0           | 45     | 45         |
| Totalt    | 432    | 122      | 4           | 558    | 314        |

Tabellen visar antalet ledamöter som utsågs i de olika riksdelarna och antalet ledamöter utsedda i olika typer av valkretsar. Städer motsvarar valkretsindelningen för "borough" i England och Wales, respektive "burgh" i Skottland. Universiteten i Cambridge och Oxford hade dessutom varsin valkrets som utsåg två ledamöter vardera. Ironiskt nog förlorade de skotska universiteten sina valkretsar vid unionen. Det engelska universitetsvalkretsarna hade inrättats efter skotsk förebild 1603.
Valkretsindelningen förblev oförändrad i England och Wales mellan 1707 och 1800. I England utsåg alla valkretsar, utom en, två parlamentsledamöter, medan valkretsarna i Wales och Skottland endast utsåg en ledamot per valkrets.
Underhuset var till skillnad från överhuset förvisso en vald församling, men före de representationsreformer som genomfördes på 1830-, 1860- och 1880-talen saknade majoriteten av befolkningen rösträtt dels på grund av förmögenhetskrav och men också till följd av en medeltida valkretsindelning, med så kallade rotten boroughs, som inte tog hänsyn till befolkningsförändringar eller framväxten av nya industristäder. Först på 1900-talet och slutligen från 1928 kan man tala om att en allmän och lika rösträtt till underhuset.

## Mandatperioder
Val genomfördes av nya pärsrepresentanter för Skottland till överhuset för varje ny mandatperiod med början 1707. Övriga pärer kallades med ett individuellt writ of summons inför varje nytt parlament, det vill säga mandatperiod, där monarken både beordrade vederbörande och gav denne rätten till en plats i överhuset. Endast de som redan var pärer skulle mottaga en sådan kallelse, men verkan av ett writ of summons ställd till en icke-pär som intagit sin plats i överhuset under sittande parlament var sådan att denne därefter betraktades som upphöjd till pärskapet. Upphöjelse till pärskap genom kallelse till parlamentet hörde dock till undantagen.
Första mandatperioden i underhuset bestod av samtliga ledamöter från Englands underhus samt 45 ledamöter valda av Skottlands parlament. Mandatperiodernas längd var initialt bestämda till tre år, men 1716 förlängdes de till högst sju år genom den så kallade Septennial Act. Konventionen var dock sådan att ett tronskifte ansågs kräva en upplösning av parlamentet med påföljande nyval. Varje mandatperiod benämndes som ett nytt parlament följt av ett ordningsnummer sedan unionen, och således kallades den första mandatperioden i Storbritanniens parlament 1707-1708, Storbritanniens första parlament. Under det första parlamentet utnyttjade drottningen Anna Stuart det kungliga vetot, det vill säga möjligheten att inte ge sin sanktion åt ny lagstiftning, och även om möjligheten till detta veto skulle ha fortsatt betydelse inom brittisk politik var det sista gången som det faktiskt användes.
Den artonde och sista mandatperioden i Storbritanniens parlament 1796-1800 följdes 1801-1802 av den första mandatperioden i Förenade konungariket Storbritannien och Irlands parlament, det vill säga Förenade kungarikets första parlament, efter att unionen lotsats genom parlamentet under William Pitt den yngre. När Pitt insåg att katolikernas emancipation, vilken han utlovat i utbyte mot stöd för unionen, sannolikt skulle mötas av Georg III:s veto tvingades han efter arton års innehav att ge upp regeringsmakten. Unionen med Irland innebar att det även fortsättningsvis skulle finnas ett parlament i Westminster, men för parlamentet i Dublin innebar det slutet på en femhundraårig tradition.

## Stats- och regeringschefer

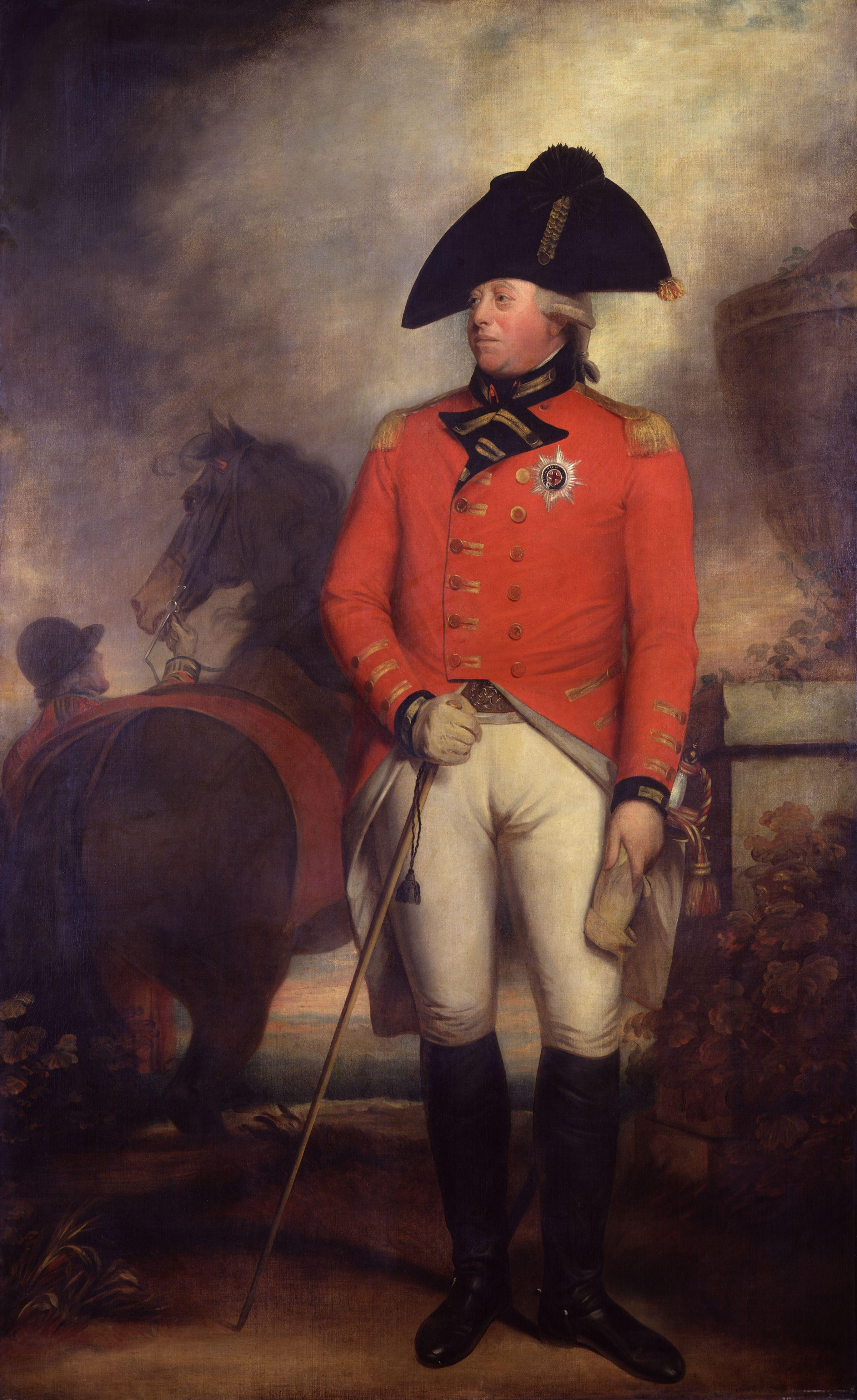
Georg III, brittisk monark med titeln By the Grace of God, King of Great Britain, France and Ireland, Defender of the Faith, Archtreasurer and Prince-Elector of the Holy Roman Empire, Duke of Brunswick-Luneburg.

### Monarker
1. Huset Stuart: Anna (8 mars 1702–1 augusti 1714)
2. Huset Hannover: Georg I (1 augusti 1714–11 juni 1727)
3. Huset Hannover: Georg II (11 juni 1727–25 oktober 1760)
4. Huset Hannover: Georg III (25 oktober 1760–29 januari 1820)

### Regeringschefer
1. Robert Walpole (4 april 1721-11 februari 1742)
2. Spencer Compton, earl av Wilmington (16 februari 1742-2 juli 1743)
3. Henry Pelham (27 augusti 1743-6 mars 1754)
4. Thomas Pelham-Holles, hertig av Newcastle (16 mars 1754-16 november 1756)
5. William Cavendish, hertig av Devonshire (16 november 1756-25 juni 1757)
6. Thomas Pelham-Holles, hertig av Newcastle (2 juli 1757-26 maj 1762)
7. John Stuart, earl av Bute (26 maj 1762-16 april 1763)
8. George Grenville (16 april 1763-13 juli 1765)
9. Charles Watson-Wentworth, markis av Rockingham (13 juli 1765-30 juli 1766)
10. William Pitt den äldre, earl av Chatham (30 juli 1766-14 oktober 1768)
11. Augustus FitzRoy, hertig av Grafton (14 oktober 1768-28 januari 1770)
12. Frederick North, earl av Guilford (28 januari 1770-22 mars 1782)
13. Charles Watson-Wentworth, markis av Rockingham (27 mars 1782-1 juli 1782)
14. William Petty, earl av Shelburne (4 juli 1782-2 april 1783)
15. William Cavendish-Bentinck, hertig av Portland (2 april 1783-19 december 1783)
16. William Pitt den yngre (19 december 1783-14 mars 1801)